# NA Hussein Dey
NA Hussein Dey is een Algerijnse voetbalclub uit Algiers die in de hoogste Algerijnse voetbalklasse uitkomt. De club werd in 1947 opgericht. Tussen 1977 en 1987 speelde de club als MA Hussein Dey.

## Geschiedenis
De club werd in 1947 opgericht na een fusie tussen de clubs Nedjma Sport de Hussein Dey, l’Idéal Club de la Glacière en l’Espérance Sportive de Léveilley. In 1956 werden de activiteiten gestaakt door de Algerijnse Oorlog. In 1962 werd de club heropgericht na de onafhankelijkheid. De competitie zoals die in de huidige vorm gespeeld wordt ging echter pas in 1964 van start. In 1967 werd de club landskampioen. In 1973 werden ze vicekampioen, met één punt achterstand op JS Kabylie. Ook in 1976 werden ze slechts met één punt achterstand op MC Alger vicekampioen. In 1977 verloren ze de bekerfinale en omdat de winnaar ook kampioen was mochten ze wel meedoen aan de beker der bekerwinnaars. Hier bereikte de club de finale, die ze verloren van het Guineese Horoya AC. 
Twee jaar later won de club de beker en bereikte in de beker der bekerwinnaars de halve finale, die ze verloren van het Ivoriaanse Africa Sports National. In 1982 werd de club nog vicekampioen, maar daarna ging het bergaf tot de club in 1986 voor het eerst degradeerde. Het duurde tot 1991 vooraleer de club weer kon promoveren. Ze deden het meteen goed met een vierde en tweede plaats, maar daarna ging het weer slechter en in 1995 volgde opnieuw een degradatie. 
De club keerde twee keer eenmalig terug in 1996 en 1998. In 2002 promoveerde de club opnieuw en werd twee keer op rij derde. De volgende jaren eindigde de club in de middenmoot tot een nieuwe degradatie volgde in 2010. In 2011/12 keerde de club weer eenmalig terug. Sinds 2014 speelt de club opnieuw in de middenmoot van de hoogste klasse.

## Erelijst
- Algerian Ligue Professionnelle 1

1967
- Beker van Algerije

1979
- CAF Beker der Bekerwinnaars

Finalist: 1978